# Paracytheridea paulii
Paracytheridea paulii is een mosselkreeftjessoort uit de familie van de Paracytherideidae. De wetenschappelijke naam van de soort is voor het eerst geldig gepubliceerd in 1939 door Dubowsky.